# Znak Ateny
Znak Ateny (ang. The Mark of Athena) – trzecia książka z serii Olimpijscy herosi, napisana przez amerykańskiego pisarza Ricka Riordana.
Opowiada o losach grupy herosów z przepowiedni o siedmiorgu, którzy wyprawiają się w rejs latającym statkiem. Annabeth Chase, jedna z uczestniczek rejsu ma jednak inny cel główny niż reszta: jej matka, Atena zleciła córce znalezienie legendarnego posągu, Atena Partenos.

## Bohaterowie
Pierwszoplanowi
- Percy Jackson
- Annabeth Chase
- Jason Grace
- Piper McLean
- Leon Valdez
- Frank Zhang
- Hazel Levesque

Drugoplanowi
- Gleeson Hedge
- Reyna Ramirez-Arellano
- Otis
- Efialtes
- Dionizos/Bachus
- Nico di Angelo

Epizdoczyni
- Nemezis
- Ella
- Tyson
- Keto
- Forkis
- Atena/Minerwa
- Herkules
- Arachne